# Щепково (Мазовецьке воєводство)
Щепково (пол. Szczepkowo) — село в Польщі, у гміні Рацьонж Плонського повіту Мазовецького воєводства.
Населення — 229 осіб (2011).
У 1975-1998 роках село належало до Цехановського воєводства.

## Демографія
Демографічна структура станом на 31 березня 2011 року:
|          | Загалом | Допрацездатний вік | Працездатний вік | Постпрацездатний вік |
| -------- | ------- | ------------------ | ---------------- | -------------------- |
| Чоловіки | 105     | 16                 | 76               | 13                   |
| Жінки    | 124     | 30                 | 68               | 26                   |
| Разом    | 229     | 46                 | 144              | 39                   |